# Guglielmo da Pesaro
Guglielmo da Pesaro (né à Palerme en 1430 et mort dans la même ville en 1487) est un peintre italien et miniaturiste actif en Sicile. Il est le fils de Gaspare da Pesaro.

## Biographie
Gugliermo da Pesaro est né à Palerme en 1430. Il est le fils de Gaspare, lui aussi peintre. 
L'appellation « da Pesaro », documentée en Sicile occidentale à partir de 1380 ne fait pas référence au lieu de naissance de l'artiste, mais à la lointaine ascendance de la famille depuis les Marches.
Guglielmo a probablement appris l'art de la peinture auprès de son père et l'a secondé sans pour autant être crédité pour ses travaux. La première information relative à la collaboration de Guglielmo avec son père Gaspare remonte à mars 1457, lorsque les deux artistes, à pleine égalité de rôle, s'engagent à réaliser une bannière pour la Confrérie Sainte Léoluca de Corleone ; n'ayant pas accompli la tâche dans les délais convenus, ils établissent un second contrat le 19 mai 1460. Ce même jour, Guglielmo a acheté au menuisier Francesco di Rinaldo une bannière en peuplier et une icône composée de trois compartiments. Entre-temps, les deux peintres avaient accepté le 1er décembre 1458 de peindre une bannière pour la Confrérie San Biagio de Cammarata, représentant d'un côté San Biagio entre deux anges et de l'autre la Trinité. 
Les œuvres le concernant ne sont pas signées et celles référencée sont disparues. Les seules qui restent sont un  Grand crucifix en bois peint de la cathédrale de Cefalù.
, un polyptyque avec un Couronnement de Marie à Corleone et des papiers enluminés appartenant au trésor de la cathédrale de Palerme.
Guglielmo da Pesaro est mort à Palerme en 1487 

## Œuvres
- Grand crucifix peint de la cathédrale de Cefalù.
- Polyptyque avec un Couronnement de Marie (Corleone)
- Enluminures du trésor de la cathédrale de Palerme.